# Пролећна изложба УЛУС-а (1997)
Пролећна изложба УЛУС-а (1997) је трајала од 10. априла до 4. маја 1997. године. Изложба се одржала у галеријском простору Удружења ликовних уметника Србије, односно у Уметничком павиљону "Цвијета Зузорић", у Београду.

## О изложби
Избор аутора и дела је извршио Уметнички савет Удружења ликовних уметника Србије:
1. Анђелка Бојовић
2. Милутин Копања
3. Љубица Радовић
4. Бранка Марић
5. Зоран Марјановић
6. Божидар Џмерковић
7. Миодраг Поповић
8. Мирољуб Стаменковић
9. Зоран Поповић
10. Зоран Каралејић

### Награде
На овој Пролећној изложби су додељене следеће награде:
- Златна палета - Мирко Тримчевић
- Златна игла - Ранка Лучић Јанковић
- Златно длето - Борислав Шупут

## Излагачи

### Сликарство
1. Братислав Башић
2. Жарко Бјелица
3. Љиљана Блажеска
4. Здравко Велован
5. Љиљана М. Вучевић
6. Бане Гавриловић
7. Вјера Дамјановић
8. Сретко Дивљан
9. Радивој Драгин
10. Наташа Дробњак
11. Драган Деспотовић
12. Пал Дечов
13. Маја Ђокић
14. Селма Ђулизаревић
15. Весна Ђуричић
16. Татјана Ђуричић
17. Радивоје Ђуровић
18. Душица Жарковић
19. Милица Жарковић
20. Владета Живковић
21. Сања Жигић
22. Борко Зечевић
23. Милан Јакшић
24. Владимир Јанковић
25. Љиљана Јарић
26. Милена Јефтић Ничева Костић
27. Зоран Клашња
28. Драгана Кнежевић
29. Ненад Корица
30. Јандран Крнајски
31. Радован Кузмановић
32. Александар Курузовић
33. Данијела Лилић
34. Маја Љубојевић
35. Властимир Мадић
36. Бојана Максимовић
37. Дејана Деша Маришан
38. Надежда Марковић
39. Срђан Ђиле Марковић
40. Даница Масниковић
41. Милена Милинковић
42. Бранимир Минић
43. Тамара Миодраговић
44. Драгослав Мокан
45. Драган Ђ. Момчиловић
46. Љубица Николић
47. Брана Омчикус
48. Мима Орловић
49. Иван Павић
50. Славиша Панић
51. Јосипа Пашћан
52. Саво Пековић
53. Михаило М. Петковић
54. Димитрије Пецић
55. Дејан Попов
56. Божидар Продановић
57. Петар Радловић
58. Вахида Рамујкић
59. Перо Рајковић
60. Јавор Рашајски
61. Џенгис Реџепагић
62. Драган Ристић
63. Звонимир Сантрач
64. Рада Селаковић
65. Бојана Синђић
66. Ђорђе Соколовски
67. Светлана Спасић Глид
68. Киро Станковски
69. Маргарета Станојловић
70. Милорад Степанов
71. Радмила Степановић
72. Драгана Стефановић
73. Сузана Стојадиновић
74. Оливера Стојановић
75. Катарина Стојић
76. Зорица Тасић
77. Предраг Тодоровић
78. Томислав Тодоровић
79. Мирко Тримчевић
80. Анђелина Туцаковић
81. Видоје Туцовић
82. Горан Ћорић
83. Миладин Ћурчија Силва
84. Тијана Фишић
85. Ребека Чешновар
86. Ратко Чупић
87. Босиљка Шипка

### Цртеж
1. Ђорђе Арнаут
2. Александар Богдановић
3. Љиљана Бурсаћ
4. Жарко Вучковић
5. Звонко Грмек
6. Зоран Димовски
7. Биљана Јеж Јовчић
8. Зоран Матић
9. Биљана Степанов
10. Жарко Стефанчић

### Графика
1. Мујо Алагић
2. Зоран Бановић
3. Владимир Вељашевић
4. Ивана Видић
5. Зоран Грмаш
6. Будимир Димитријевић
7. Синиша Жикић
8. Виолета Зарач
9. Александра Зарић
10. Радован Јандрић
11. Александра Костић
12. Ранка Лучић Јанковић
13. Бранка Марић
14. Велимир Матејић
15. Горица Милетић
16. Биљана Миљковић
17. Миодраг Млађовић
18. Весна Павловић
19. Данијела Парацки
20. Милица Петровић
21. Слободан Радојковић
22. Бранко Раковић
23. Љиљана Стојановић
24. Невенка Стојсављевић
25. Мирјана Томашевић
26. Даниела Фулгоси
27. Никола Царан

### Скулптура
1. Лариса Ацков
2. Лана Ђ. Васиљевић
3. Срђан Вукајловић
4. Драган Димитријевић
5. Тијана Дујовић Лишчевић
6. Марина Живић
7. Лепосава Милошевић Сибиновић
8. Светозар Мирков
9. Драган Митровић
10. Жељка Момиров
11. Милан Т. Марковић
12. Александра Ристановић
13. Миомир Цветковић
14. Борислав Шупут

## In memoriam
1. Срђан Божјаковић
2. Властимир Дискић
3. Снежана Здравковић
4. Гордана Јовановић
5. Јован Крижек
6. Зоран Петровић
7. Мића Поповић
8. Корнел Траилов
9. Душан Гаковић
10. Мирослав Николић
11. Миодраг Сунајац
12. Марио Маскарели